# Mocsári aszat

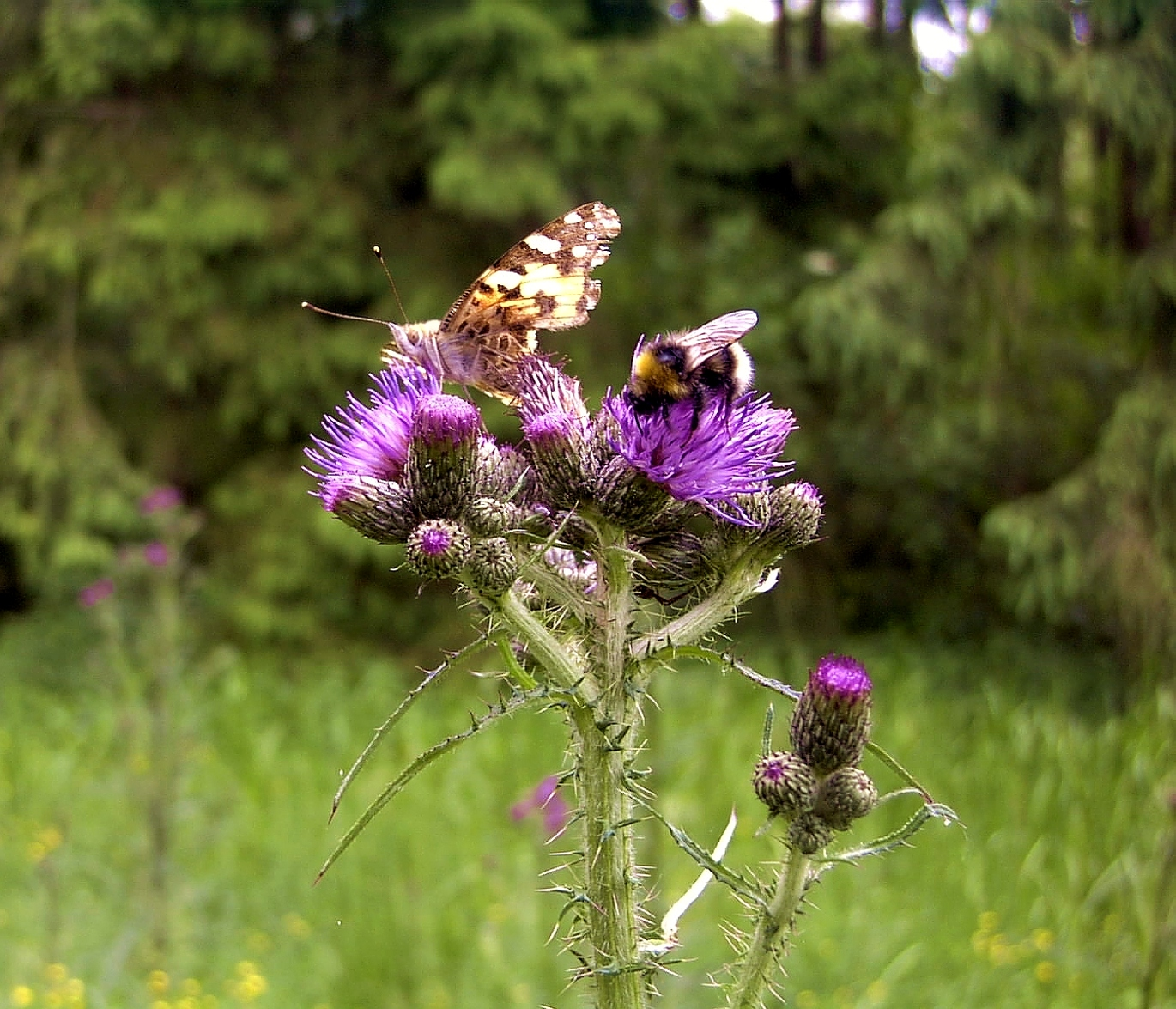

A mocsári aszat (Cirsium palustre) az őszirózsafélék közé tartozó növényfaj.

## Előfordulása
Európa nagy része, DK kivételével. Magyarországon szórványosan fordul elő, többek közt a Gödöllői-dombság területén él.

## Élőhelye
Mocsarak, mocsárrétek, láprétek, ligeterdők, főleg tőzeges, vagy iszapos talajon.

## Jellemzői
Tövisesen bordás-szárnyas szárú, 1–2 m magas, kétéves növény. A szár a virágzatig leveles, oldalágai felállók. A levelek fonákjukon szürkén molyhosodók, karéjosak vagy hasogatottak, erős tövishegyűek. A tőlevelek szárnyasan osztottak. a szárnyak tojásdadok, karéjosak, 1 cm-nél is hosszabb tövisűek. A bíborszínű, csak csöves virágokból álló fészkek 9–14 mm hosszúak, 7–10 mm szélesek, zsúfolt csomókban vagy sátorozó bogas virágzatban nyílnak. A kocsányok is szárnyasak.

## Virágzás
Július-augusztus.